# Harald Jerichau

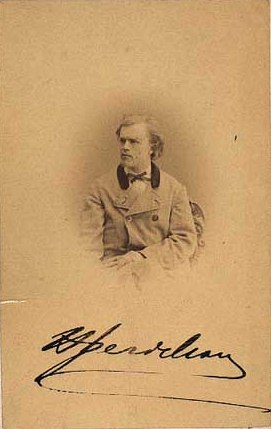
Harald Jerichau

Harald Jerichau (Roma, 17 de agosto de 1852; † ídem 6 de marzo de 1878) fue un pintor paisajista danés.
Harald Jerichau, el segundo de los tres hijos del escultor Jens Adolf Jerichau y la pintora Elisabeth Jerichau-Baumann, se formó en sus comienzos con Léon Benouville en Roma, a continuación siguió su formación como paisajista con estudios de la naturaleza. Desde 1870 pintó vistas de los alrededores de Roma, a donde viajó con su madre.
Luego viajó por estudios por Grecia, Asia menor y Turquía, mientras exponía en Copenhague. Entre sus obras destacan: “Una playa de Sorrento” y la “Llanura de Sardes”, esta última se encuentra en el museo de Copenhague. En 1874 se instaló en Estambul con su madre. Comprometido desde niño con su prima María Kutzner, hija de la hermana de su madre, esta llegó a Estambul en 1875 para casarse con él. Un año más tarde, dio a luz un hijo que murió a los tres meses. Considerando el clima de Turquía desfavorable, se mudaron a Nápoles. Allí María enfermó gravemente, y murió en noviembre de 1876. 
Tras la muerte de su esposa, llegó a considerar el suicidio, pero poco a poco recuperó las ganas de vivir, y pasó a residir mayormente en Roma, donde murió, justo cuando empezaba a retomar su carrera, de una combinación de tifus y malaria, en 1878. Fue enterrado en el cementerio protestante de Testaccio, Roma. Su madre publicó un libro de recuerdos, publicado por primera vez en 1879.